# Tocuyosparv
Tocuyosparv (Arremonops tocuyensis) är en fågel i familjen amerikanska sparvar inom ordningen tättingar.

## Utseende och läte
Tocuyosparven är en stor sparv, med tydliga längsgående svarta band på grått huvud, olivbrun ovansida och vitaktig undersida med beigegrå anstrykning. Den har vidare ett vitaktigt ögonbrynsstreck, vanligen ljusare ansikte och ett ljusare centralt hjässband. Arten är mycket lik svartstreckad sparv, men denna har gråare ögonbrynsstreck och är något mörkare i fjäderdräkten generellt. Lätet är en mycket ljus vissling.

## Utbredning och systematik
Fågeln förekommer i nordöstra Colombia och nordvästra Venezuela. Den anses vara monotypisk, det vill säga att den inte delas in i några underarter.

### Familjetillhörighet
Tidigare fördes de amerikanska sparvarna till familjen fältsparvar (Emberizidae) som omfattar liknande arter i Eurasien och Afrika. Flera genetiska studier visar dock att de utgör en distinkt grupp som sannolikt står närmare skogssångare (Parulidae), trupialer (Icteridae) och flera artfattiga familjer endemiska för Karibien.

## Levnadssätt
Tucuyosparven är en ovanlig till lokalt vanlig fågel i buskmarker och skogsbryn i mycket torra områden. Den är svår att få syn på när par födosöker i tät vegetation. 

## Status och hot
Arten har ett stort utbredningsområde, men tros minska i antal, dock inte tillräckligt kraftigt för att den ska betraktas som hotad. Internationella naturvårdsunionen IUCN listar arten som livskraftig (LC).

## Namn
Fågelns svenska och vetenskapliga artnamn syftar på El Tocuyo, en bördig dal i delstaten Lara i Venezuela.